# 王光龙
王光龙（1951年—），生于北京市，毕业于郑州工学院，中国民主同盟河南省省委委员。

## 生平
1951年，王光龙出生在北京市。王光龙出生时，祖父王稼祥刚从苏联归国，着手组建中共中央对外联络部，他们一家住在中联部。1956年，王稼祥担任中国共产党八届中央书记处书记，王光龙一家搬进中南海怀仁堂的东三院，王光龙在中国人民大学附属小学读书，周一到周六王光龙和父亲王命先居住在中国人民大学的宿舍里，只有星期日才回家和祖父团聚。
1966年，毛泽东发起文化大革命，王稼祥一家搬到北海后门的一个小院子，隔壁家是郭沫若家。1968年，王光龙和哥哥王增光响应毛泽东号召，上山下乡运动，到山西省汾阳市插队当知青。
1974年，王稼祥去世，王光龙被推荐到河南郑州工学院读书，学习化工专业，大学毕业之后，在该校担任教师。